# Citadel: Diana (serie de TV)
Citadel: Diana es una teleserie italiana creada por Alessandro Fabbri, y cuenta con los hermanos Anthony y Joe Russo entre sus productores ejecutivos. Es la primera secuela del proyecto iniciado con la serie estadounidense Citadel,  estrenada en 2023. Se espera una segunda secuela, Citadel: Honey Bunny, para noviembre de 2024.
La serie se estrenó a nivel mundial el 10 de octubre de 2024 en la plataforma de transmisión Prime Video.

## Argumento
Ambientada en Milán en 2030, la historia sigue a Diana Cavalieri, una agente secreta de la agencia Citadel, que se encuentra atrapada como un topo en la organización enemiga Manticore tras la destrucción de Citadel ocho años antes.
Para escapar y desaparecer para siempre, Diana tendrá que confiar en un aliado inesperado: Edo Zani, el heredero de Manticore Italia e hijo del jefe de la organización italiana, Ettore Zani.

## Episodios
| Estación          | Episodios | Publicación |
| ----------------- | --------- | ----------- |
| Primera temporada | 6         | 2024        |

## Personajes y artistas

### Principal
- Diana Cavalieri, interpretada por Matilda De Angelis.
- Edo Zani, interpretado por Lorenzo Cervasio.
- Ettore Zani, interpretado por Maurizio Lombardi.
- Cécile Martin, interpretada por Julia Piaton.
- Julia Zani, interpretada por Thekla Reuten.
- Wolfgang Klein, interpretado por Bernhard Schütz.
- Gabriele, interpretado por Filippo Nigro.

## Producción

### Rodaje
El rodaje de la primera temporada comenzó en octubre de 2022 en Italia y Suiza, en particular en Lugano, Mendrisio y el macizo del San Gotardo y concluyó en mayo de 2023.

## Recepción

### Crítica
La serie recibió críticas positivas de los críticos. Rotten Tomatoes informa un 83% de críticas profesionales positivas basadas en 6 críticas.